# Nuraghe Ardasai
Le nuraghe Ardasai est un nuraghe, situé dans la commune de Seui, à 1 015 m d'altitude, dans la Province de l'Ogliastra, en Italie.

## Description
Le nuraghe Ardasai fait partie d'un complexe nuragique situé aux abords d'un éperon rocheux.
Construit en pierre calcaire, il est composé d'une tour centrale entourée par un mur épais, sur lequel se trouvent des tours secondaires. La tour centrale possédait à l'origine plusieurs étages, dont seul subsistent l'étage inférieur et l'escalier menant à la partie supérieure.
On observe autour du nuraghe les vestiges d'un village de huttes avec des fondations circulaires ou ovales.
La structure fait partie d'un complexe qui comprend également un village, les vestiges d'une tombe de géants et peut-être une source sacrée.

## Datation
Le nuraghe date de l'époque du Bronze moyen (XVIe - XIIIe siècle av. J.-C.).

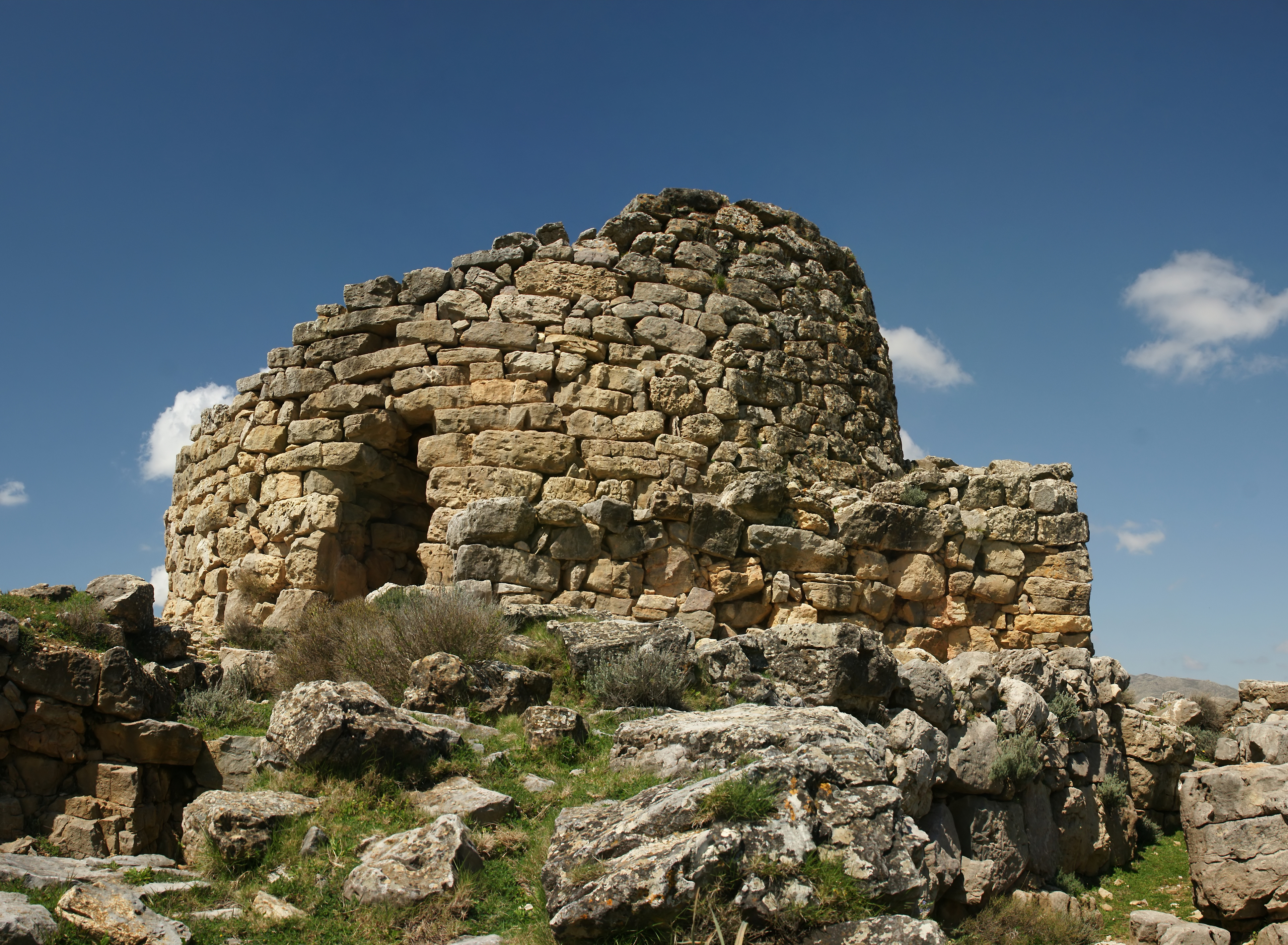
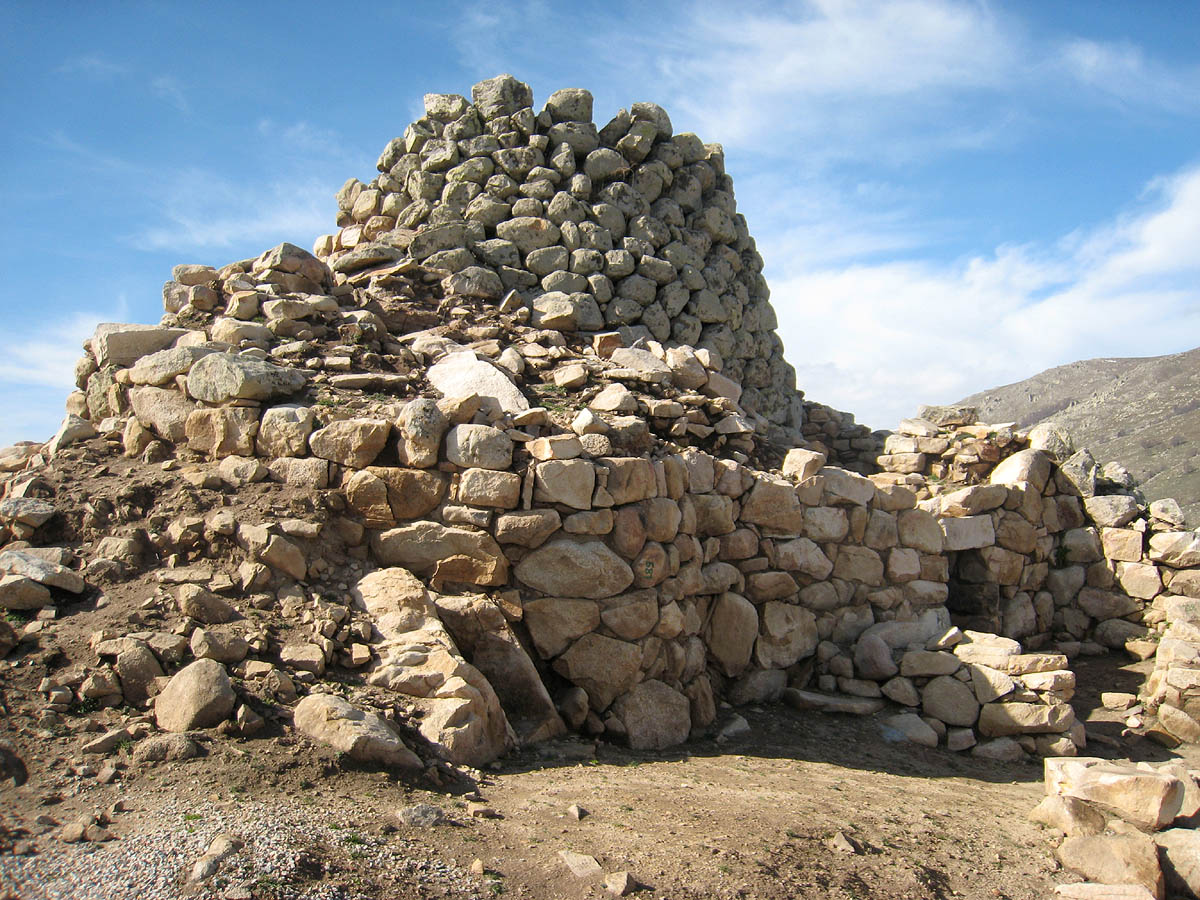